# Херојско-комични еп
Херојско-комични еп је наративна песничка врста у којој се обичне личности и догађаји приказују узвишеним и достојанственим епским стилом у циљу постизања комичног или сатиричног ефекта.
Поступак карактеристичан за ову врсту, први пут је примењен у хомерској поеми Бој жаба и мишева, и то је дело послужило као узор многим каснијим писцима. Овај жанр је цењен у 17. и 18. веку, и неки писци га сматрају најсавршенијом врстом сатире. 
У њему се користи велики број конвенционалних епских елемената као што су експозиција, инвокација, развијена поређења, описи одеће или опреме, коментари, узвишене беседе, детаљни прикази битака, достојанствени описи места и времена, док је сама радња тривијална, а њени носиоци су безначајни или просечни људи који делују смешно у епском контексту. Одатле хумор у херојско-комичном епу потиче из несклада формалних и суштинских елемената дела. 
Намењени су пре свега образованим читаоцима, кадрим да препознају и цене ироничне паралеле с одељцима у великим класичним еповима. Преношење оваквог стилског третмана у прозу, доводи до појаве херојско-комичног романа - епилија.